# Нидеркрихтен
Нидеркрихтен (њем. Niederkrüchten) општина је у њемачкој савезној држави Северна Рајна-Вестфалија. Једно је од 9 општинских средишта округа Фирзен. Према процјени из 2010. у општини је живјело 15.370 становника. Посједује регионалну шифру (AGS) 5166020, NUTS (DEA1E) и LOCODE (DE NRN) код.

## Географски и демографски подаци
Нидеркрихтен се налази у савезној држави Северна Рајна-Вестфалија у округу Фирзен. Општина се налази на надморској висини од 68 метара. Површина општине износи 67,1 km². У самом мјесту је, према процјени из 2010. године, живјело 15.370 становника. Просјечна густина становништва износи 229 становника/km².